# Yordano
Giordano Di Marzo Migani, conocido por su seudónimo artístico Yordano (Roma; 27 de octubre de 1951), es un cantautor y músico ítalo-venezolano.

## Biografía
Es el primero de los tres hijos del matrimonio de Vicenzo Di Marzo y Silvana Migani Di Marzo y es hermano del también cantautor Evio Di Marzo. Yordano emigró  con sus padres a Venezuela a los 11 años de edad. Terminó sus estudios de secundaria e ingresó a la Universidad Central de Venezuela (UCV) donde se graduó de arquitecto.
Yordano comienza su carrera como músico y compositor en 1969 con el grupo Ford Rojo 1954, con el cual debutó por primera vez en la Facultad de Arquitectura de la UCV, siendo aún estudiante, junto a Vinicio Ludovic, Leonardo López y Luis Dimase. En 1971 tras la clausura de la UCV fue a Londres con la excusa de estudiar inglés. En el barrio Soho con frecuencia visitaba el Club Marquee, donde tocaba John McLaughlin con The Tony Williams Lifetime. Cuando los recursos comenzaron a faltar los hermanos Spiteri lo recibieron en su apartamento. En condiciones algo precarias vivían Charlie,  Enrique y Jorge Spiteri asi como como 10 venezolanos más. Todos trabajaban lavando platos, pero Jorge Spiteri, el músico más prometedor, cantaba en restaurantes. En varias ocasiones fueron juntos a ver bandas como Faces, The Animalsy Traffic. 
Al regersar a Venezuela Yordano se gradua de arquiecto en la UCV y en 1978 integra como vocalista el grupo Sietecuero, junto a su hermano Evio, Alberto Slezynger y otros músicos, logrando su primer contrato discográfico con la empresa Velvet de Venezuela donde graba el álbum Rojo Sangre en Puerto Rico.
En 1982 logra su primer contrato de grabación como solista con la filial venezolana del sello PolyGram con la cual graba su primer LP titulado Negocios son negocios y en el cual apareció acreditado por su nombre de Giordano. Este álbum, que no tuvo mayor difusión, contenía temas que fueron reversionados con éxito en discos posteriores. Dos años después, en 1984, la empresa discográfica Sonográfica contrató al cantante haciéndolo figurar con el sobrenombre con el cual se le conoce actualmente. El álbum 'Yordano' representó un gran éxito comercial de dimensiones nunca antes alcanzadas por ningún artista pop venezolano hasta entonces. En este álbum resaltan algunas de sus composiciones más destacadas, como Manantial de corazón, Bailando tan cerca y Aquel lugar secreto. Sin embargo, su balada más conocida, Perla negra, aparecería en el álbum Jugando conmigo (1986), obra que consagró al artista a nivel internacional.
Durante esta época, Yordano recibe la colaboración artística de Ezequiel Serrano Calderón como productor musical en sus tres primeros trabajos, y del conjunto La Sección Rítmica de Caracas, conformada por Eddy Pérez, Lorenzo Barriéndos, Carlos "Nené" Quintero y Willie Croes, En 1984 entra a la sección rítmica en su rol de teclados y coros Jesús Enrique González, quien continua su labor hasta 1996.
Con la llegada de los años 90, Yordano mantuvo su popularidad a través de éxitos radiales, tanto propios como versiones libres de temas exitosos. En 1992, el artista compone el tema titulado Por estas calles, considerado de protesta, y el cual fue incluido en su trabajo De sol a sol de ese año y usado como tema de presentación de la telenovela homónima. La canción sonó de manera ininterrumpida durante el largo período de emisión del programa, lo cual produjo una sobreexposición del trabajo del artista, produciendo un notorio desgaste en su ánimo y vida personal, que lo llevó a buscar nuevos derroteros musicales.
Yordano renuncia a su contrato anterior y firma otro con la filial venezolana de Sony Music. Compuso y produjo dos álbumes para esta empresa titulados Sabor de cayena (1995) y Fiebre (1997), este último de escasas ventas. Simultáneamente a esta situación, las compañías disqueras venezolanas experimentan una notoria contracción, recortando costos de producción. Durante esta etapa, Yordano conformó un grupo experimental, manteniendo un bajo perfil que le permitió explorar otras tendencias musicales, como el blues, apoyado en el escenario de un local nocturno caraqueño, abierto por el propio artista. En diciembre de 1998, luego de poner fin a su contrato con Sony Music, realiza en forma independiente su producción Noches de luna - Yordano,  en concierto, disco doble grabado en vivo y que incluye éxitos del artista.
Un par de años después edita Que lindas son, un compendio de canciones caribeñas como Frenesí, Cómo fue y Te quiero dijiste, en el que hace homenaje a los exponentes de temas románticos de los años 50 como los cubanos Barbarito Díez, Benny Moré y Bola de Nieve, entre otros. Yordano reaparece con material propio en 2002 con Secretos de la Noche, un álbum en donde fueron añadidas innovaciones como el uso del cuatro, el violín e instrumentos electrónicos. Los acontecimientos sociopolíticos ocurridos en Venezuela durante ese año le dificultan significativamente el trabajo de promoción del mismo. En 2003 realiza una pequeña gira promocional para mantener contacto con su público y darse a conocer entre los más jóvenes con este nuevo trabajo.
En febrero del 2008 lanzó su producción discográfica titulada El Deseo con 18 temas en el género del rock, y que significó para el artista ganar los galardones de disco de oro y de Triple Platino. En el año 2010, publicó Hoy, su segundo álbum doble grabado en vivo que incluyó el tema italiano 'O sole mio y varias de sus composiciones más conocidas; en el 2013 presenta Sueños clandestinos, álbum de temas inéditos, por lo cual fue nominado al Premio Grammy Latino de ese año, como mejor cantautor. Aunque no ha publicado un álbum nuevo a la fecha de escrito este artículo, en convenio con la tienda en línea iTunes, presentó el 24 de junio de 2014 un álbum de tres temas titulado Manifiesto.
El 20 de agosto de 2014, el cantante anunció que padecía de síndrome mielodisplásico por lo que debía someterse a un tratamiento específico dada la edad del artista. Posteriormente, se determinó que el cantante debía ser operado, lo cual ocurrió el 23 de enero de 2015 en Nueva York. La intervención quirúrgica se realizó de manera exitosa, según informó su actual esposa, Yuri Bastidas. En 2020 luego de años de tratamiento, anunció que había superado la batalla al cáncer.[cita requerida]

## Discografía

### En agrupaciones
| Año  | Agrupación | Álbum       | Disquera            |
| 1978 | Sietecuero | Rojo Sangre | Velvet de Venezuela |

### Como solista
| Año  | Álbum                    | Disquera                 |
| 1982 | Negocios Son Negocios    | PolyGram                 |
| 1984 | Yordano                  | Polydor                  |
| 1986 | Jugando Conmigo          | Sonográfica              |
| 1988 | Lunas                    | Sonográfica              |
| 1990 | Finales De Siglo         | Sonográfica              |
| 1992 | De Sol A Sol             | Sonográfica              |
| 1995 | Sabor De Cayena          | Sony Music               |
| 1997 | Fiebre                   | Sony Music               |
| 1998 | Noches De Luna (En Vivo) | Airo Music               |
| 2000 | Qué Lindas Son           | Perla Negra/ Recordland  |
| 2002 | Secretos De La Noche     | Latin World              |
| 2007 | El Deseo                 | Producción Independiente |
| 2011 | En Vivo                  | Producción Independiente |
| 2013 | Sueños Clandestinos      | Producción Independiente |
| 2014 | Manifiesto               | Producción Independiente |
| 2016 | El tren de los regresos  | Sony Music               |
| 2020 | Despues de Todo          | Sony Music               |

### Como invitado
| Año  | Artista    | Álbum                   | Disquera      |
| 1983 | Daiquirí   | Daiquirí                | Sonográfica   |
| 1986 | Luz Marina | A Flor de Piel          | Sonográfica   |
| 1988 | Colina     | No puedes escapar de mi | Sonográfica   |
| 1989 | Guaco      | Betania                 | Sonográfica   |
| 1998 | Simón Díaz | Duetos                  | Rodven Discos |